# Inúbia Paulista
Inúbia Paulista este un oraș în São Paulo (SP), Brazilia.